# یواس‌اس اندورانس (ای‌ام‌سی-۷۷)
یواس‌اس اندورانس (ای‌ام‌سی-۷۷) (به انگلیسی: USS Endurance (AMc-77)) یک کشتی بود که طول آن ۹۷ فوت ۶ اینچ (۲۹٫۷۲ متر) بود. این کشتی در سال ۱۹۴۱ ساخته شد.